# Julolidin
Julolidin je heterocyklická dusíkatá sloučenina,
odvoditelná od benzo[ij]chinolizinu
hydrogenací dvou heterocyklických jader.